# 延滞
| ウィキペディアには「延滞」という見出しの百科事典記事はありません（タイトルに「延滞」を含むページの一覧/「延滞」で始まるページの一覧）。 代わりにウィクショナリーのページ「延滞」が役に立つかもしれません。 |